# Juliana Awada
María Juliana Awada Baker de Macri GCIC • GCC • GCRI • GCOM (Buenos Aires, 3 de abril de 1974) é uma empresária argentina e filantropa de ascendência libanesa e síria. Casada com o 56.º Presidente da Argentina, Mauricio Macri, ela foi a primeira-dama de seu país de 2015 até 2019.
Ela foi a primeira primeira-dama da Argentina a receber a distinção de Grã-Cruz da Ordem de Isabel a Católica em 70 anos, e a segunda na história depois de Eva Perón, em 1947. Em 2016 foi escolhida a mais elegante primeira-dama do mundo pela revista ¡Hola!.

## Vida
Nasceu em Villa Ballester em 3 de abril de 1974, filha de Ibrahim Awada, imigrante libanês muçulmano nascido em Baalbek, e Elsa Esther "Pomi" Baker, descendente de sírios. Ela é irmã dos empresários Zoraida e Daniel Awada, da artista Leila Awada e do ator Alejandro Awada.
Durante sua infância e adolescência, ela viajou várias vezes com a mãe para a Europa e os Estados Unidos, principalmente para Paris, Londres e Nova York, em busca de coleções de moda. Depois de concluir o ensino médio em uma escola de inglês bilíngue em Belgrano, o agora extinto Chester College, ela aprimorou seu conhecimento dessa língua na cidade de Oxford, na Inglaterra.
Assim que retornou à Argentina, ela estava ativamente envolvida no negócio da família, uma empresa têxtil criada por seu pai na década de 1960. Em 1997, ela se casou com Gustavo Capello, que se divorciaria um ano depois. Mais tarde, ela entraria em um relacionamento com o aristocrata belga Bruno Laurent Barbier, a quem conheceu em um voo da Air France. Apesar de terem vivido juntos por quase dez anos, eles nunca se casaram, mas tiveram uma filha chamada Valentina.

### Primeira-dama de Buenos Aires
Juliana e Mauricio Macri começaram um relacionamento em 2009. Eles se casaram em 16 de Novembro de 2010 e têm uma filha, Antonia nascida em 2011. Em entrevista ao jornal La Nación, em 2012, ela afirmou que seu pai é um muçulmano liberal que não se opôs a uma das irmãs de Juliana se casar com um cristão e outro judeu.

## Papel em 2015 na eleição geral argentina
Desempenhou um papel importante durante a campanha de seu marido, Mauricio Macri, nas eleições presidenciais. No início, com um perfil extremamente baixo, ela sempre diferia das outras esposas dos candidatos à presidência, que tinham sido muito mais proeminentes nas campanhas de seus maridos. Mas os consultores de campanha procuraram transformar seu perfil e torná-lo muito mais visível para a campanha. Juntou-se à campanha de María Eugenia Vidal na Província de Buenos Aires em um passeio pela festa de José C. Paz, onde visitaram o Hospital Zonal de Agudos, o governador Domingo Mercante, e conversaram com vizinhos e comerciantes na Praça Manuel Belgrano daquele localidade. Juliana estava preocupada com a situação do prédio do hospital.
Ela esteve presente durante o debate presidencial que ocorreu na Faculdade de Direito da Universidade de Buenos Aires, entre seu marido, Mauricio Macri e o candidato Daniel Scioli. Após o debate, as esposas de ambos os candidatos entraram no palco para acompanhar seus maridos, onde Juliana e Maurício Macri realizaram um beijo intenso que mais tarde foi replicado pela mídia na Argentina.

## Primeira-dama da Argentina

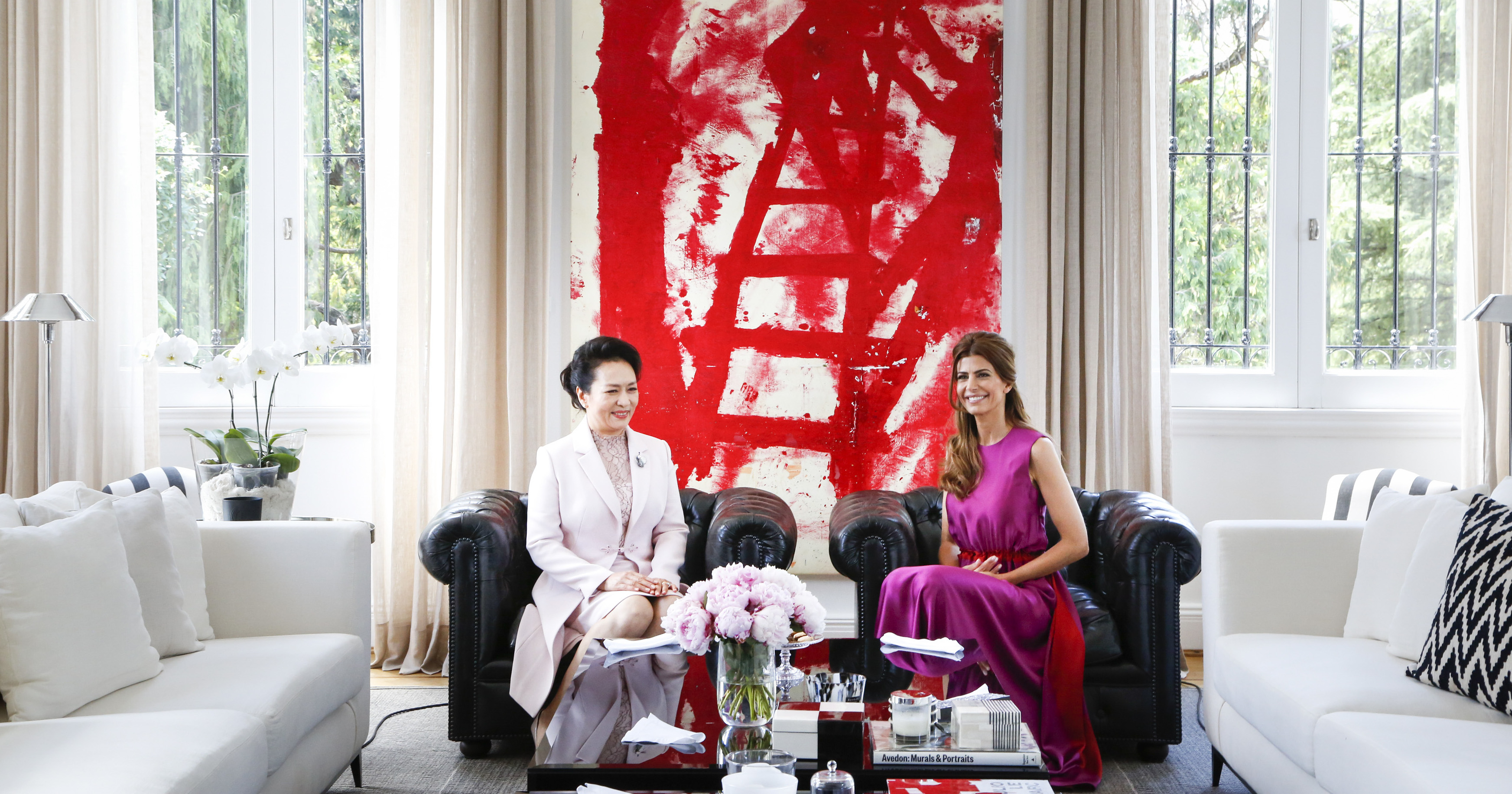
Awada com Peng Liyuan, primeira-dama da China na Quinta de Olivos, Buenos Aires, dezembro de 2018

Nas eleições presidenciais de 2015 realizadas em 25 de outubro, Mauricio Macri, candidato da aliança Cambiemos, formado pela Proposta Republicana, a União Cívica Radical e a Coalizão Cívica ARI, ficou em segundo lugar com 34,33% dos votos, enquanto o candidato da Frente pela Vitória, Daniel Scioli, superou por pouca diferença. Em um histórico ballotage, o primeiro a ser realizado na Argentina, Mauricio Macri ganhou com 51,34% dos votos, tornando-se o sucessor de Cristina Fernández de Kirchner, e Juliana, consequentemente, na primeira-dama da Argentina.
Em 10 de dezembro de 2015, ela acompanhou seu marido durante sua posse como presidente. A cerimônia a partir de seu apartamento no bairro da Recoleta, na esquina da Avenida del Libertador e Cavia às 11:00 horas do Congresso Nacional da Argentina, onde Macri fez um discurso de 27 minutos. Mais tarde eles foram para a Casa Rosada, onde Macri recebeu os atributos presidenciais no Salão Branco da Casa Rosada. Após ser ungido presidente, ela e seu marido deram uma recepção no Ministério de Relações Exteriores do Palácio San Martín da Argentina a todos os chefes de Estado presentes: Michelle Bachelet do Chile, Horacio Cartes do Paraguai, Juan Manuel Santos da Colômbia, Rafael Correa do Equador, Evo Morales da Bolívia, Dilma Rousseff do Brasil e representantes de outros países presentes na inauguração. A governadora de Buenos Aires, María Eugenia Vidal, confirmou que a primeira-dama é sua conselheira pessoal em relação ao seu guarda-roupa. Juliana e o Presidente Mauricio Macri, ao lado das suas filhas Antonia e Valentina, vivem na Residência Presidencial da Quinta de Olivos.

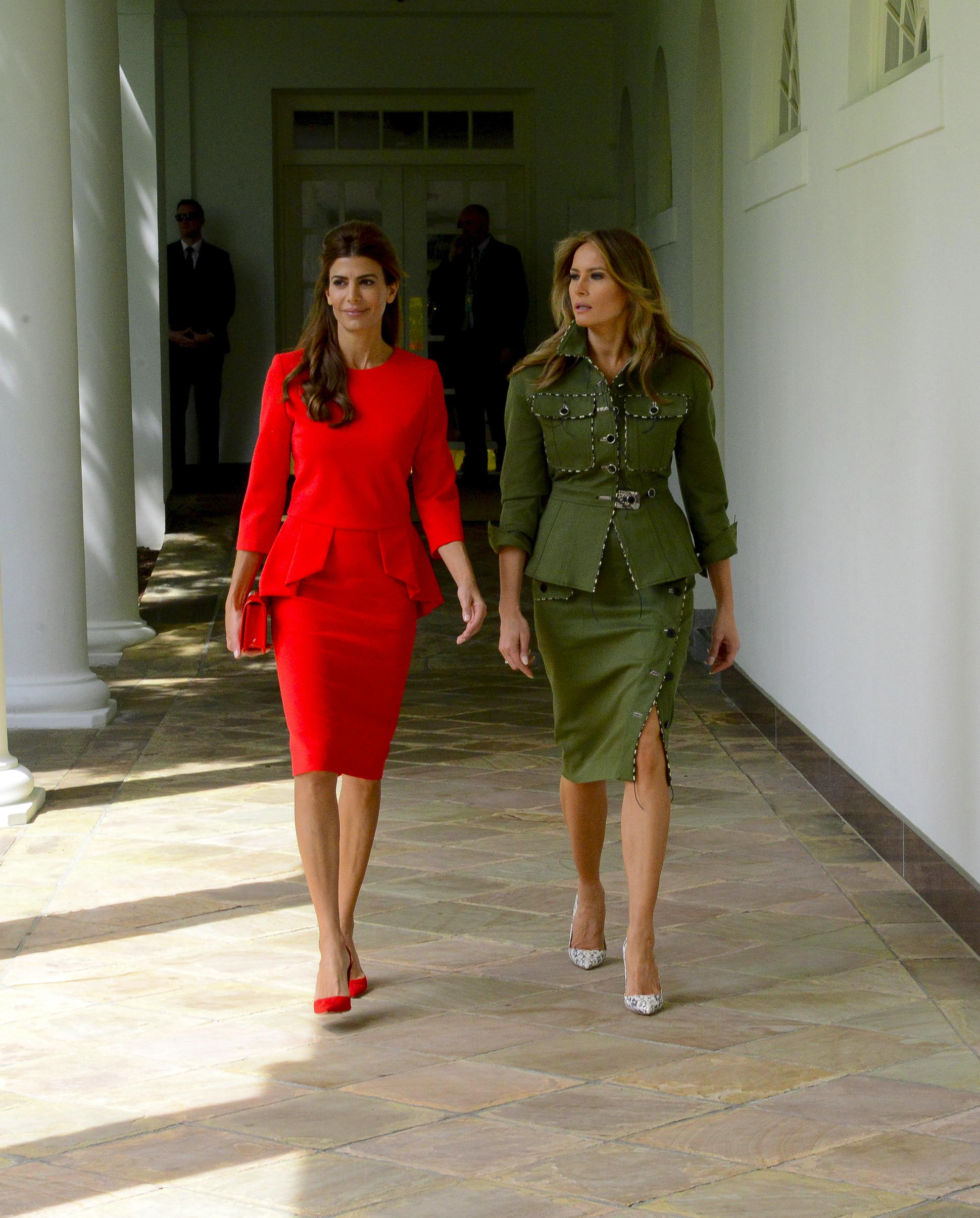
Awada ao lado da primeira-dama dos Estados Unidos, Melania Trump na Casa Branca, em abril de 2017.

Em 23 de março de 2016, fez seu primeiro discurso no Centro de Design Metropolitano (CMD) do bairro de Barracas, em Buenos Aires, onde apresentou sua contraparte Michelle Obama. Ambas as primeiras-damas deram uma palestra aos adolescentes para aumentar a conscientização sobre a importância da educação. Este discurso foi realizado durante a visita oficial da família Obama à Argentina, de 23 a 24 de março de 2016, onde também visitaram a cidade de Bariloche, na Patagônia argentina.
Em junho de 2016, a primeira-dama saudou a segunda-dama dos Estados Unidos, Jill Biden, e enfatizou seu compromisso com a educação e seu trabalho em defesa da igualdade de direitos para as mulheres. Ela recebeu a esposa do vice-presidente dos Estados Unidos, Joe Biden na Residência Presidencial de Olivos e compartilhou com ela a visita a um Espaço da Primeira Infância na localidade de San Martín, Buenos Aires. Depois de uma conversa que mantiveram na villa presidencial, ela a convidou para visitar a quinta e a horta orgânica que ela cultiva nos jardins da residência. A primeira-dama e ministra, Carolina Stanley, explicou a Biden detalhes dos objetivos e do papel desses centros no marco da política de atenção integral às crianças, realizada pelo governo com a Rede Nacional da Primeira Infância. "Jill Biden é uma mulher incrível, que está sempre pensando em melhorar o futuro das pessoas de sua comunidade", disse Awada. Ela enfatizou que fez "grandes contribuições e pôde promover muitas mudanças positivas de sua vocação e compromisso com a educação, sua experiência como mãe de um combatente, seu papel em ajudar as mulheres a prevenir o câncer e sua participação para a igualdade das mulheres".
Em novembro de 2016, a primeira-dama recebeu a esposa do primeiro-ministro do Japão, Akie Abe, em Buenos Aires. Elas compartilharam várias atividades nos Jardins Japoneses de Buenos Aires, localizados no bairro de Palermo, como parte da visita oficial do primeiro-ministro, Shinzō Abe à Argentina. Assistiram a um espetáculo musical do Grupo de Tambores Japoneses-Buenos Aires Taiko do qual participaram membros da Banda Tacuarí do Regimiento de Patricians. Mais tarde, participaram da cerimônia do chá, essência das manifestações culturais japonesas, e finalmente visitaram uma exposição de Bonsai nas instalações daquele jardim temático. Já se passaram 130 anos desde a chegada da comunidade japonesa na Argentina e no próximo ano será o 120º aniversário do estabelecimento de relações diplomáticas.

### Viagens estrangeiras

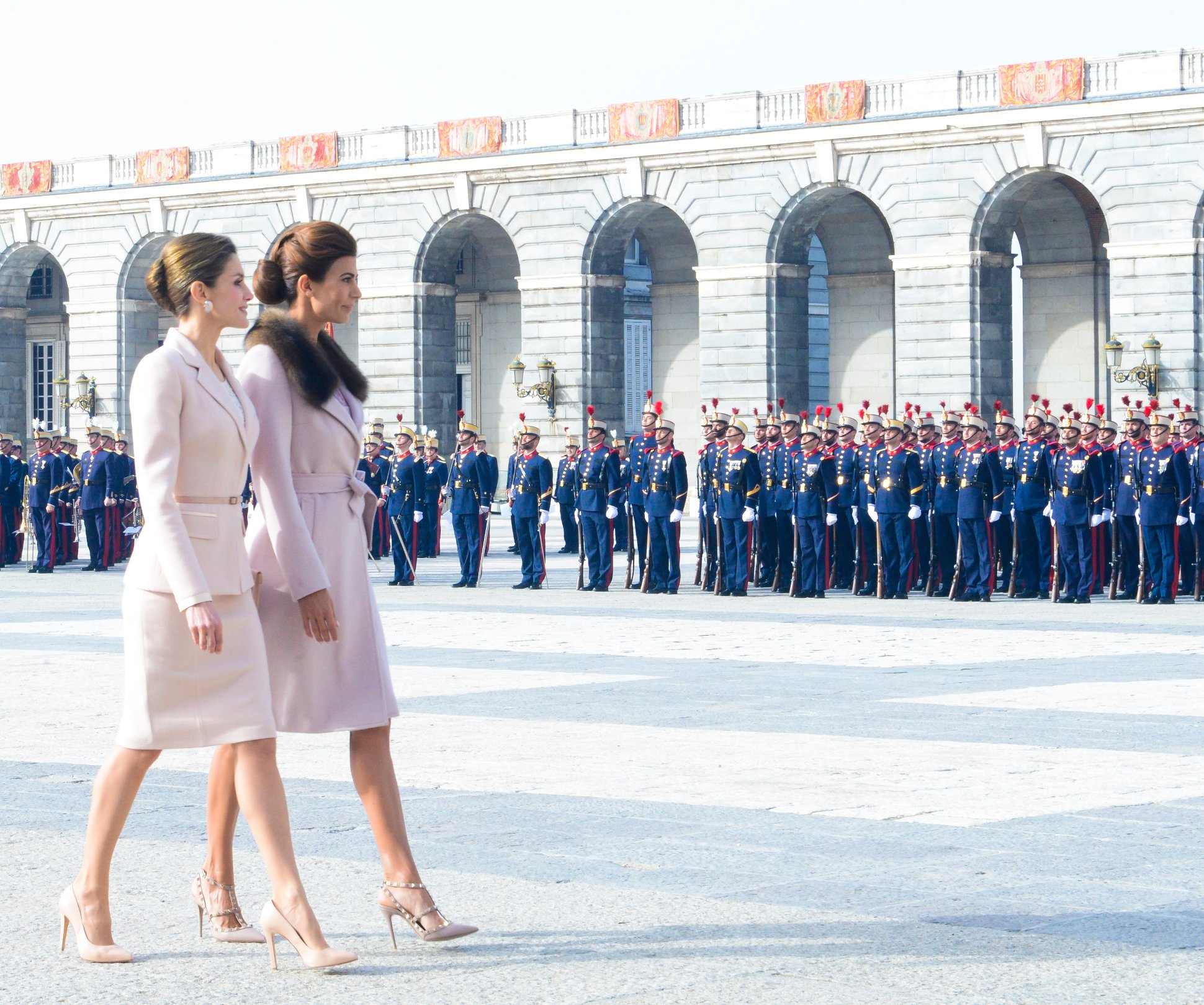
Primeira-dama Awada ao lado da rainha Letizia no Palácio Real de Madrid durante uma visita de Estado à Espanha em 2017.

Fez sua primeira viagem internacional como primeira-dama da Argentina a Davos, na Suíça, para acompanhar seu marido durante o Fórum Econômico Mundial de 2016. Ela e o marido se encontraram com a rainha Máxima, da Holanda, e com o primeiro-ministro da Holanda, Mark Rutte, em uma reunião que durou cerca de 30 minutos. Na reunião, houve o compromisso de relançar o relacionamento bilateral e expandir os vôos entre os dois países.
Em 27 de fevereiro de 2016, ela se encontrou com o Papa Francisco na Cidade do Vaticano, onde ela e seu marido, o Presidente Macri, foram convidados. Foi a segunda vez que se encontrou com o Papa, a primeira foi em 2013, quando ela era a primeira-dama de Buenos Aires. No dia seguinte, ela participou de uma reunião entre o marido e o presidente italiano, Sergio Mattarella, no Palácio do Quirinal, em Roma.

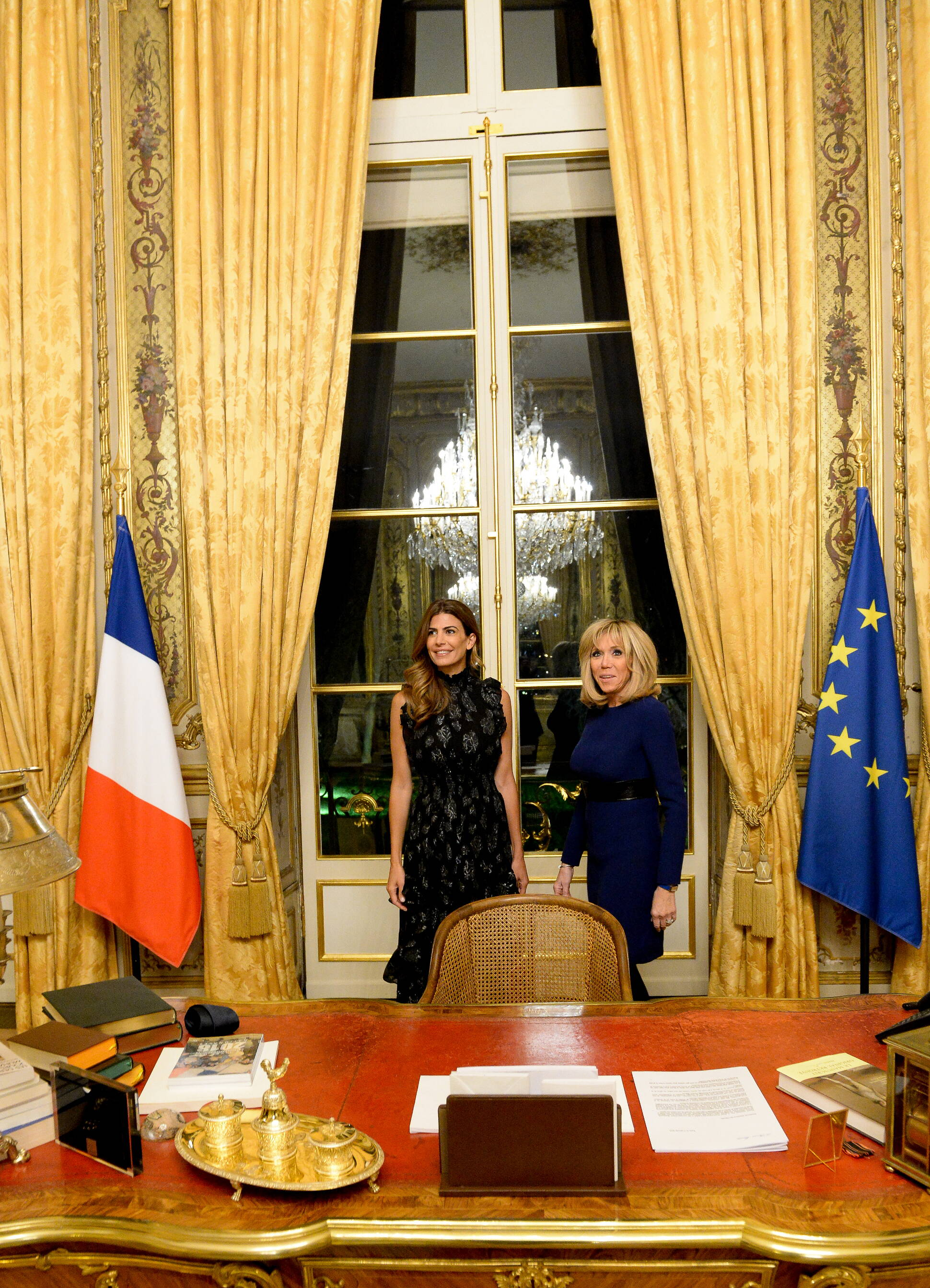
Primeira-dama Awada ao lado de Brigitte Macron, primeira-dama da França no Palácio do Eliseu, Paris, 2018.

Em julho de 2016, a primeira-dama e o Presidente Macri iniciaram uma turnê européia que os levou à França, Bélgica e Alemanha, onde o presidente procurou projetar sua liderança internacional como um parceiro político e comercial da União Europeia. Macri e Juliana realizaram em Paris uma reunião com o presidente francês François Hollande e em Berlim com a chanceler alemã Angela Merkel, neste caso no contexto de uma visita oficial de dois dias. Para além de se encontrar com os dois líderes da União Europeia, o Presidente foi recebido em Bruxelas pelo Presidente do Conselho Europeu, Donald Tusk, a Alta Representante da União Europeia para os Negócios Estrangeiros, Federica Mogherini. O Presidente e a primeira-dama foram recebidos pelo rei Filipe e pela rainha Mathilde no Palácio Real de Bruxelas.

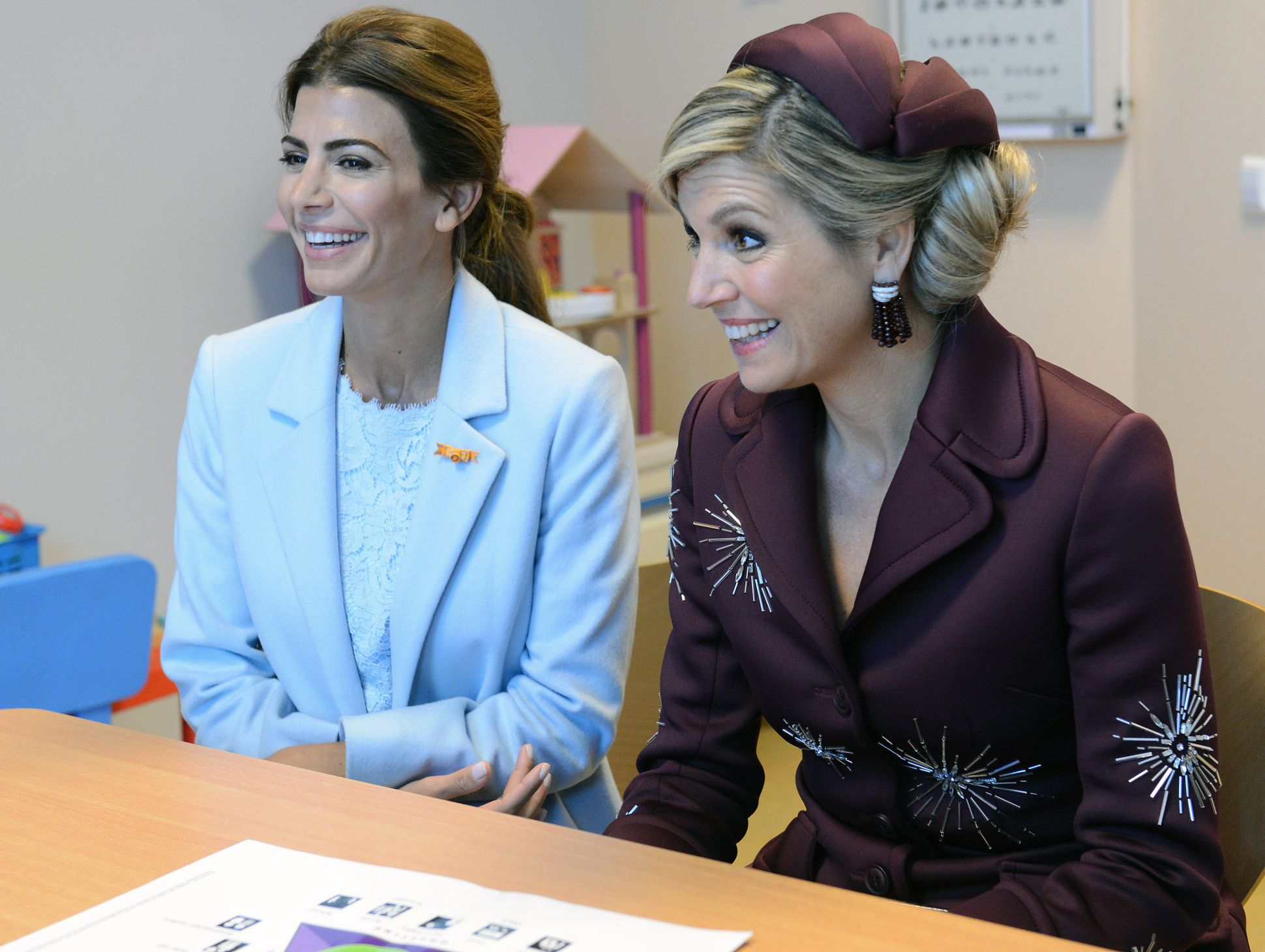
Awada ao lado da rainha Máxima dos Países Baixos em Amsterdã.

Em setembro de 2016, Awada acompanhou seu marido à Cúpula do G20 realizada em Hangzhou, China. Durante a cúpula, ela cumpriu uma agenda pessoal, em seu primeiro dia visitou um templo budista e uma rua de pedestres de artesanato. No dia seguinte, ela visitou a Universidade de Zhejiang e participou de uma atividade na Academia de Artes da China.

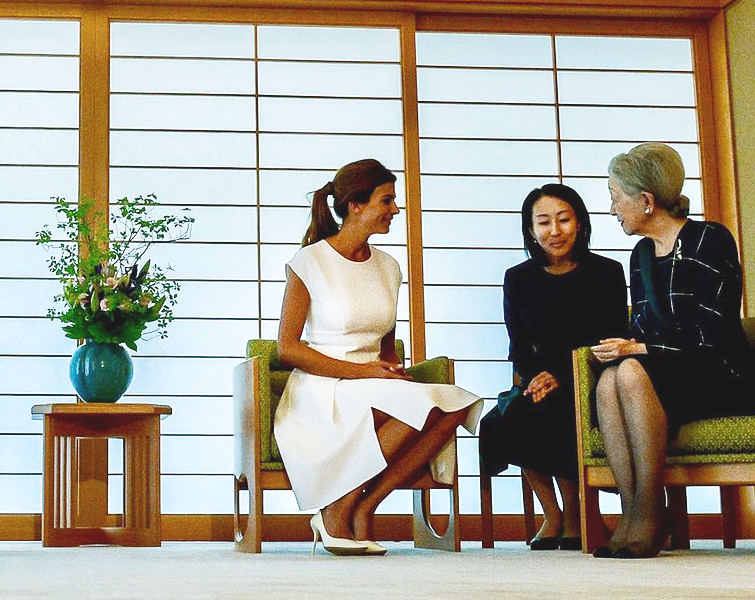
Awada em uma reunião com Imperatriz Michiko do Japão em Tóquio em 2017.

Em fevereiro de 2017, o presidente Mauricio Macri e a primeira-dama iniciaram uma visita de Estado à Espanha. A primeira-dama e a rainha Letizia falaram sobre os laços que unem os dois países e concordaram com a importância de trabalhar no cuidado das crianças e no desenvolvimento integral das mulheres. "Estou muito grato por ter a oportunidade de vir a este país com o Mauricio representando a Argentina. É uma honra e uma grande responsabilidade que eu tenho com grande entusiasmo", disse Juliana depois de seu encontro com a rainha, no Palácio da Zarzuela. O encontro entre ela e Letizia ocorreu paralelamente à reunião do Chefe de Estado com o rei Filipe VI de Espanha. A esposa do presidente trouxe à rainha uma pulseira inspirada em Pampa, banhada a prata, pelo designer Federico Álzaga. "Conversamos sobre nossos papéis, nossos países com tanta história e vínculos em comum, e também sobre o que vivemos como mulheres e como mães de duas meninas. Senti-me muito à vontade e a conversa fluiu naturalmente", disse ela.
Em março de 2017, o Presidente Macri e a primeira-dama iniciaram uma visita de estado à Holanda. Durante sua estada em Amsterdã foram recebidos pelo rei Willem-Alexander e pela rainha Máxima na Praça Dam. Macri e sua esposa, acompanhados pela rainha Maxima, visitaram a casa de Anne Frank, onde foram recebidos pelo vice-prefeito de Amsterdã, Kasja Ollongren; O diretor da Fundação Anne Frank, Leonard Leopold; E pelo diretor da Fundação na Argentina, Hector Shalom. "Estou muito tocada pela história de Anne Frank. É sempre uma inspiração para trabalhar por uma vida melhor e pelos direitos humanos", escreveu a primeira-dama, Juliana Awada, no livro de honra da Casa de Honra, onde a menina judia da perseguição nazista com sua família.

### Promotora de arte argentina

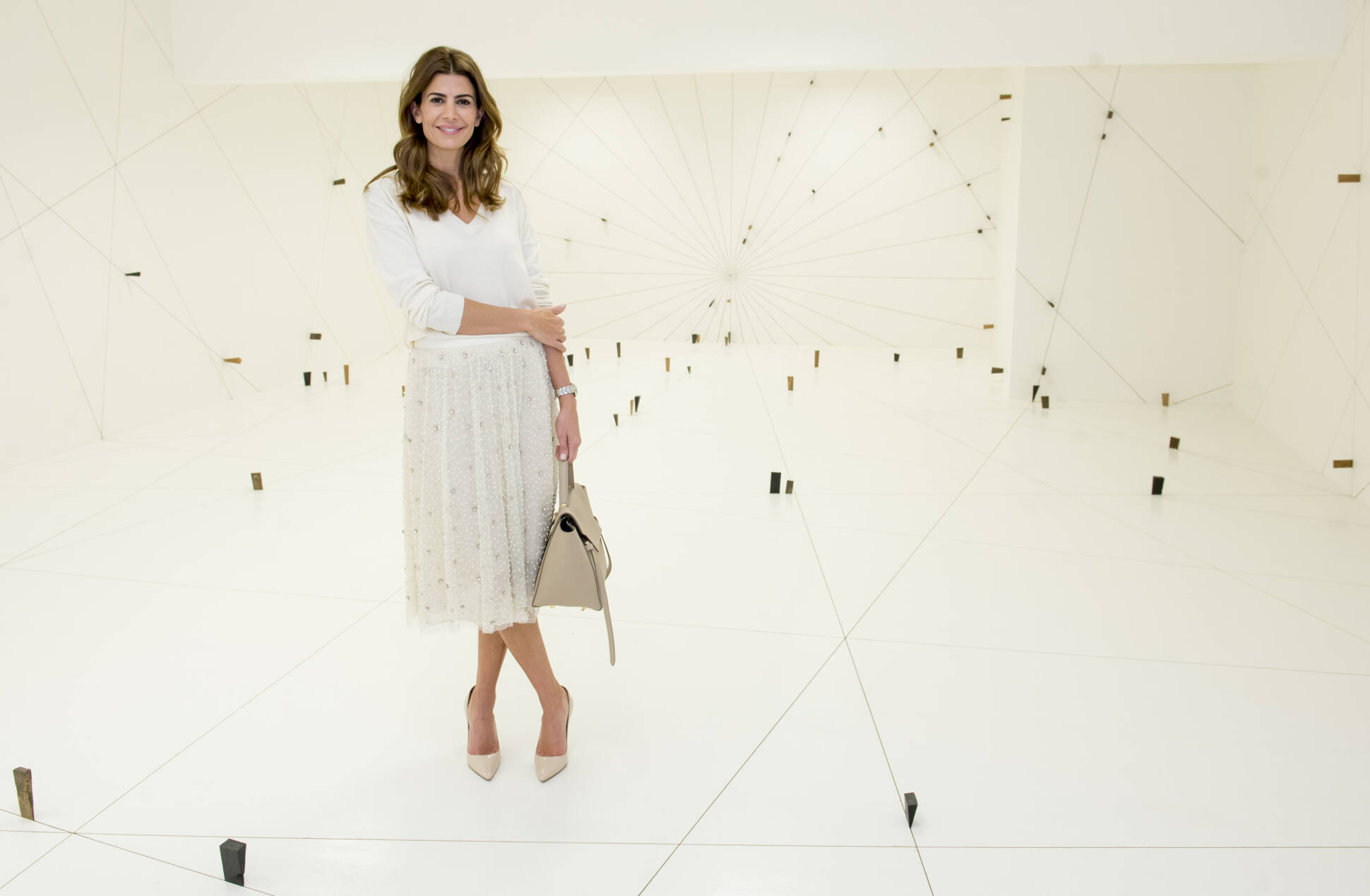
A primeira-dama visitou a Bienal-Sur e a exposição de arte argentina em Buenos Aires.

A primeira-dama é uma promotora da arte argentina no mundo. Desde seu tempo como primeira-dama de Buenos Aires, ela esteve envolvida em exposições no Museu de Arte Latino-Americana de Buenos Aires e no Museu de Arte Moderna de Buenos Aires. Como primeira-dama da Argentina, ela promoveu a arte argentina na região da América Latina e também na Europa.
Em março de 2017, o Presidente Mauricio Macri e a primeira-dama participaram da cerimônia de abertura do novo Museu Güemes em homenagem a Martín Miguel de Güemes, juntamente com o governador de Salta, Juan Manuel Urtubey, e sua esposa, Isabel Macedo. O trabalho de restauração e reconstrução do Monumento Histórico Nacional, que contém o Museu, na cidade de Salta, mantém as premissas originais e os diferentes materiais e tecnologias do edifício. O conteúdo do Museu foi acordado com instituições e pesquisadores especializados, e seu resultado é o resultado da criação de mais de 100 pessoas entre cineastas, roteiristas, atores, escultores, músicos, designers, técnicos e assistentes. Visitando o museu, os visitantes podem conhecer o "herói gaúcho" por meio de recursos audiovisuais modernos e técnicas de exibição, incluindo efeitos cênicos, iluminação e programas multimídia.
Inaugurou a Feira ARCO (Feira Internacional de Arte Contemporânea) de Madri 2017 com a Rainha Letizia em Madri, onde a Argentina era o país convidado de honra. "O fato de a Argentina ser o país convidado de honra nesta nova edição da ARCO é um grande orgulho e mais uma demonstração do estágio que estamos passando", disse a primeira-dama Awada, visitando a feira de arte contemporânea junto ao presidente Mauricio Macri e Rei Felipe VI da Espanha. Ela foi encarregada de escolher todos os artistas argentinos que terão um lugar na exposição. "Tenho certeza de que essa participação será um marco na história de nossa cultura, porque nos posicionará no mundo de uma maneira nova e muito mais forte. E o mais bonito é que Madri estava repleta de artistas argentinos", enfatizou.

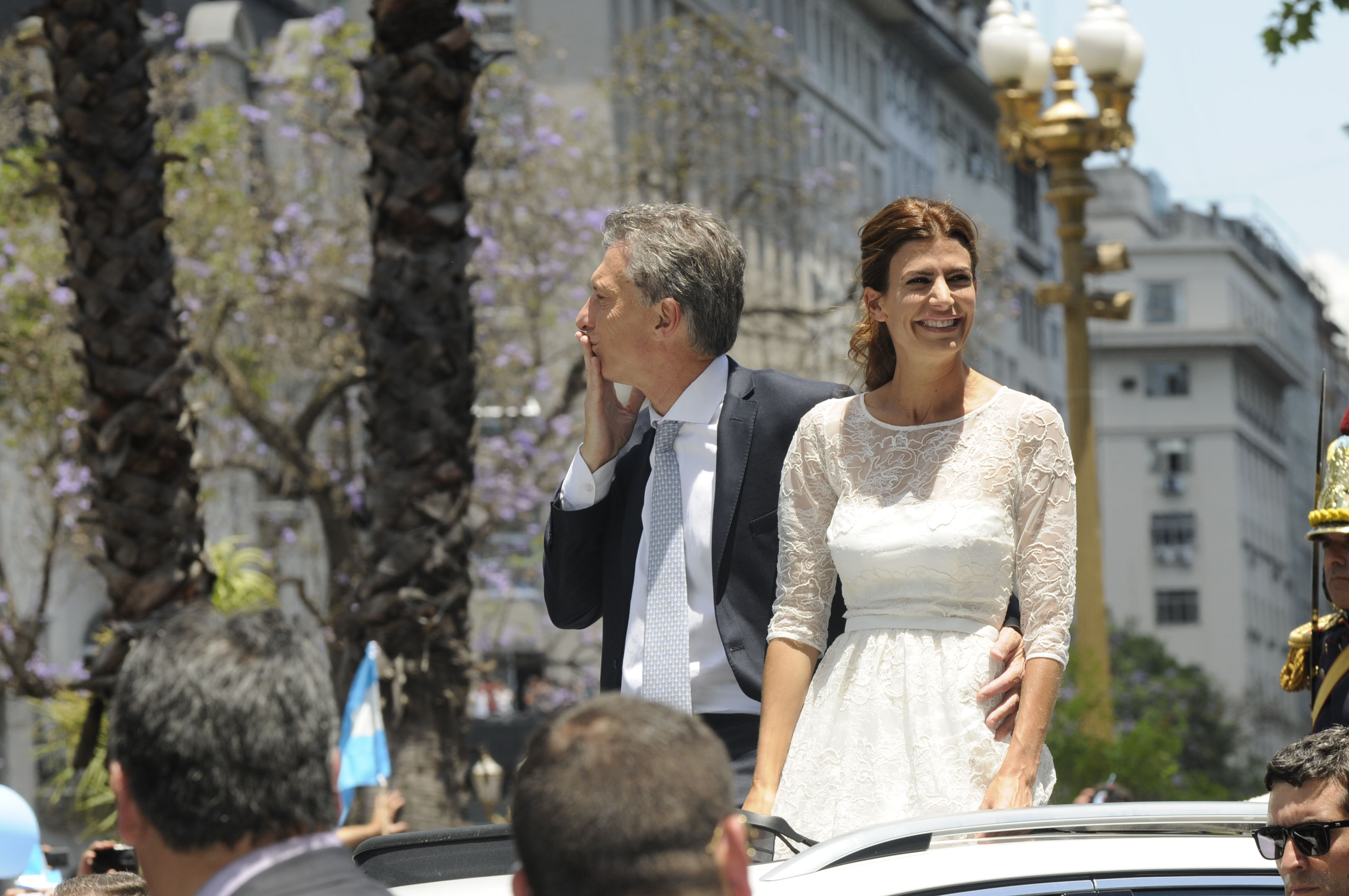
Juliana e Macri durante a posse presidencial de 2015, em Buenos Aires.

A primeira-dama remodelou completamente a Residência Presidencial de Olivos, escolhendo como parte das obras de decoração de diferentes artistas de toda a Argentina, especialmente um artista da província de Salta, chamado Mariano Cornejo.

### Trabalho social
Em novembro de 2016, Juliana e a Ministra do Desenvolvimento Social, Carolina Stanley, visitaram na Província de Córdova um Espaço para a Primeira Infância, uma sala de jantar social e uma empresa familiar. "Algo que aprendi com Mauricio e as pessoas com quem ele trabalha é a importância de estar perto, cuidar, sempre acompanhando quem mais precisa", disse a primeira-dama. Ela também internalizou os projetos de financiamento complementar que executaram a carteira social com o objetivo de melhorar a situação da construção e fornecer equipamentos e insumos. A esposa do presidente Mauricio Macri enfatizou que as equipes de trabalhadores que apoiam essas iniciativas "deixam tudo para centenas de crianças e famílias para terem melhores oportunidades". "O trabalho deles é muito valioso. Admiro profundamente as pessoas que vivem para ajudar os outros", disse ela.

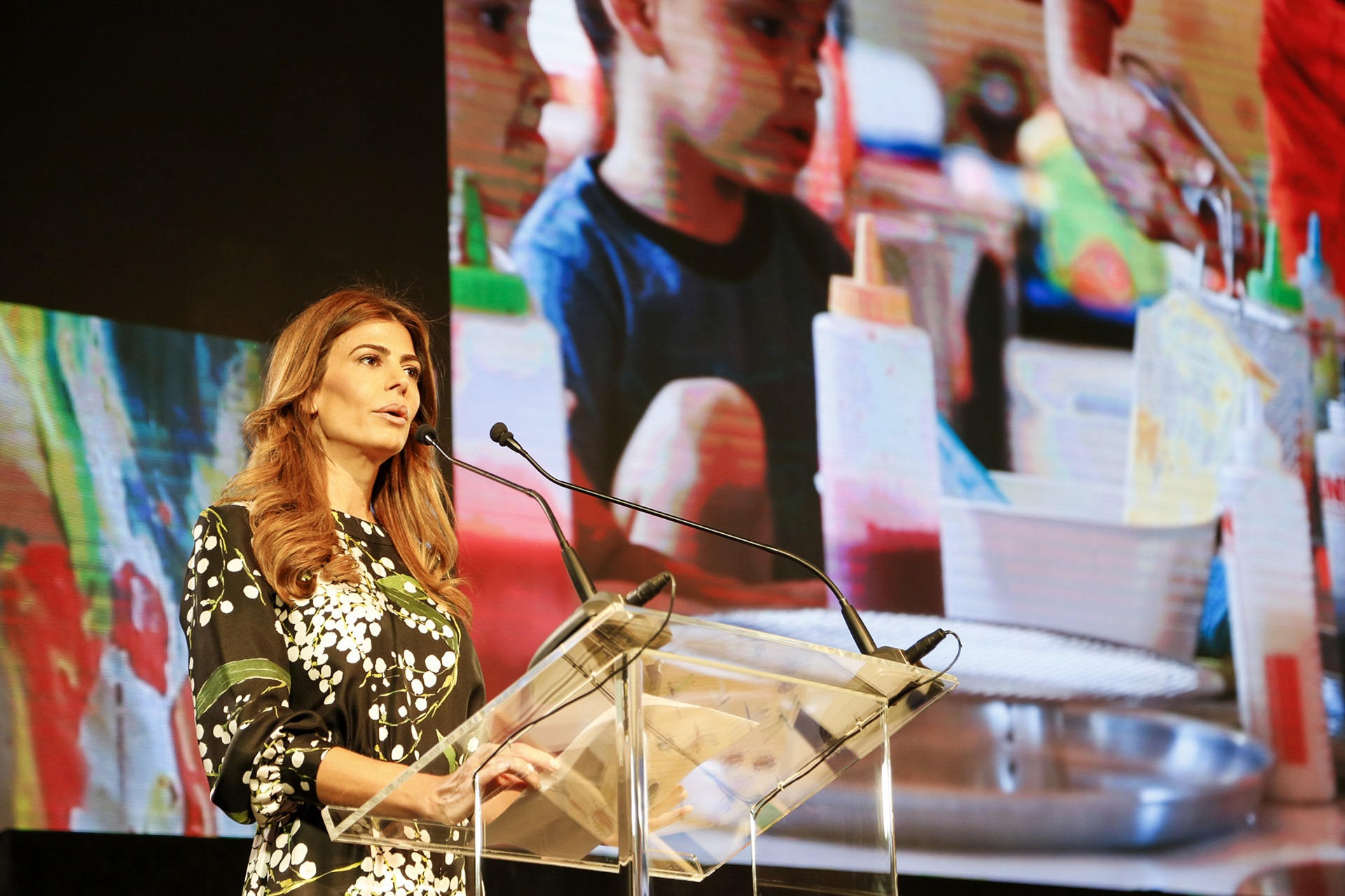
Awada fazendo um discurso no MALBA.

Em março de 2017, a primeira-dama ao lado da Ministra do Desenvolvimento Social, Carolina Stanley, visitou a propriedade da Civil Walking Association, que, auxiliada pelo governo, trabalha para gerar oportunidades para pessoas com deficiência. "Aqui as crianças começam projetos, aprendem negócios, realizam oficinas e descobrem o que gostam de fazer", disse a esposa do presidente Mauricio Macri. Juliana e Carolina fizeram um tour pela Organização Andar, localizada no bairro de Moreno, em Buenos Aires, onde por duas décadas grupos de profissionais promoveram a inclusão social por meio do trabalho, esporte, arte, cultura e saúde. Ela também destacou o trabalho de organizações sociais desse tipo que "ajudam a conscientizar e fazem uma grande contribuição para que as pessoas com síndrome de Down façam parte da sociedade, sem tabus e sem limites, como deveria ser". Nesse contexto, ela observou que "há muito que pode ser alcançado quando as crianças são estimuladas desde a infância, recebem uma educação inclusiva e, acima de tudo, quando demonstram confiança". O Ministério do Desenvolvimento Social colabora com a Organização Andar através do programa de segurança alimentar e fornece infraestrutura e maquinário através do programa de fortalecimento institucional. Além de fornecer microcrédito, ela ingressou na instituição no Plano Pro Huerta, que fornece ferramentas para a instalação de hortas orgânicas em seus próprios espaços. A organização desenvolve um programa terapêutico para ajudar jovens com várias deficiências e realiza oficinas para melhorar sua qualidade de vida, alcançar maior autonomia. Os jovens também participam de um programa produtivo que inclui trabalhos na padaria "Pan de Esperanza".

## Imagem pública e estilo
Em 2016, ela foi nomeada uma das mulheres mais bem vestidas do mundo, segundo a Revista Vogue. Seu estilo atual foi comparado com outras famosas primeiras-damas como Jacqueline Kennedy. A Vogue Espanha preparou uma edição especial para a edição de abril com uma cobertura especial da moda argentina, onde Juliana Awada que era a protagonista principal. A entrevista foi realizada no meio do que foi BAFWEEK. A produção foi feita no Teatro Colón de Buenos Aires. Juliana escolheu usar desenhos nacionais e espanhóis.
Juliana apareceu na capa e em uma foto divulgada na edição de junho de 2016 da Vogue Latin América. Na revista, a primeira-dama declarou: "Os argentinos têm que estar unidos, trabalhando juntos para ter o país que merecemos" e ela declarou que o marido trabalha perto de pessoas que convidam todos para levar o país adiante, respeitando as diferenças e semelhanças.
Ela foi escolhida a primeira dama mais elegante do mundo em 2016, de acordo com a revista ¡Hola!.

## Honras
| Insígma | País          | Honra                                                                              | Data                     |
| ------- | ------------- | ---------------------------------------------------------------------------------- | ------------------------ |
|         | Espanha       | Grã-Cruz da Ordem de Isabel a Católica premiado por Filipe VI de Espanha           | 20 de fevereiro de 2017. |
|         | Países Baixos | Grã-Cruz da Ordem da Coroa, concedida por Willem-Alexander dos Países Baixos       | 27 de março de 2017.     |
|         | Itália        | Grã-Cruz da Ordem do Mérito da República Italiana, outorgado por Sergio Mattarella | 2 de maio de 2017.       |
|         | Noruega       | Grã-Cruz da Ordem do Mérito Real da Noruega, concedida por Haroldo V da Noruega    | 6 de março de 2018.      |